# Lista de ilhas da Polônia

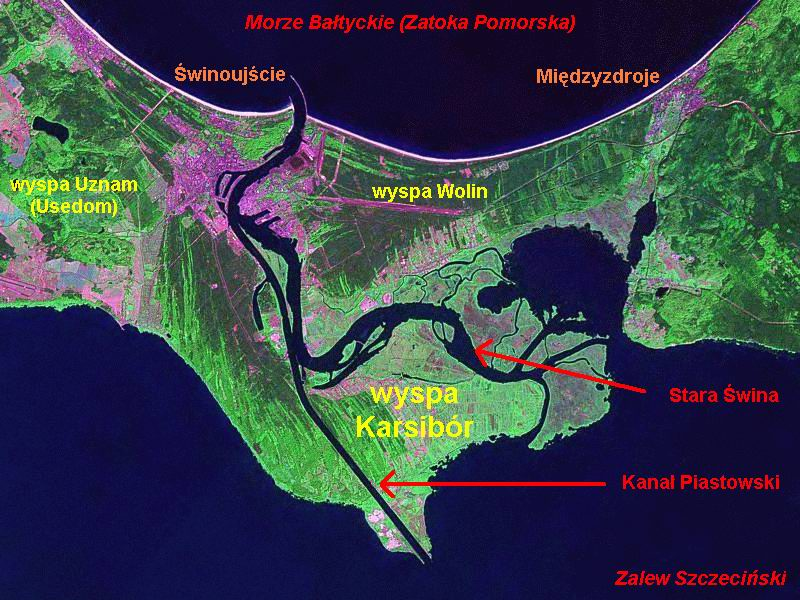
Canais de Usedom

Esta é uma lista das ilhas da Polônia (polonês: Wyspy).   

## Mar Báltico
As seguintes ilhas polacas estão no Mar Báltico:
- Usedom,

## Lagoa do Óder

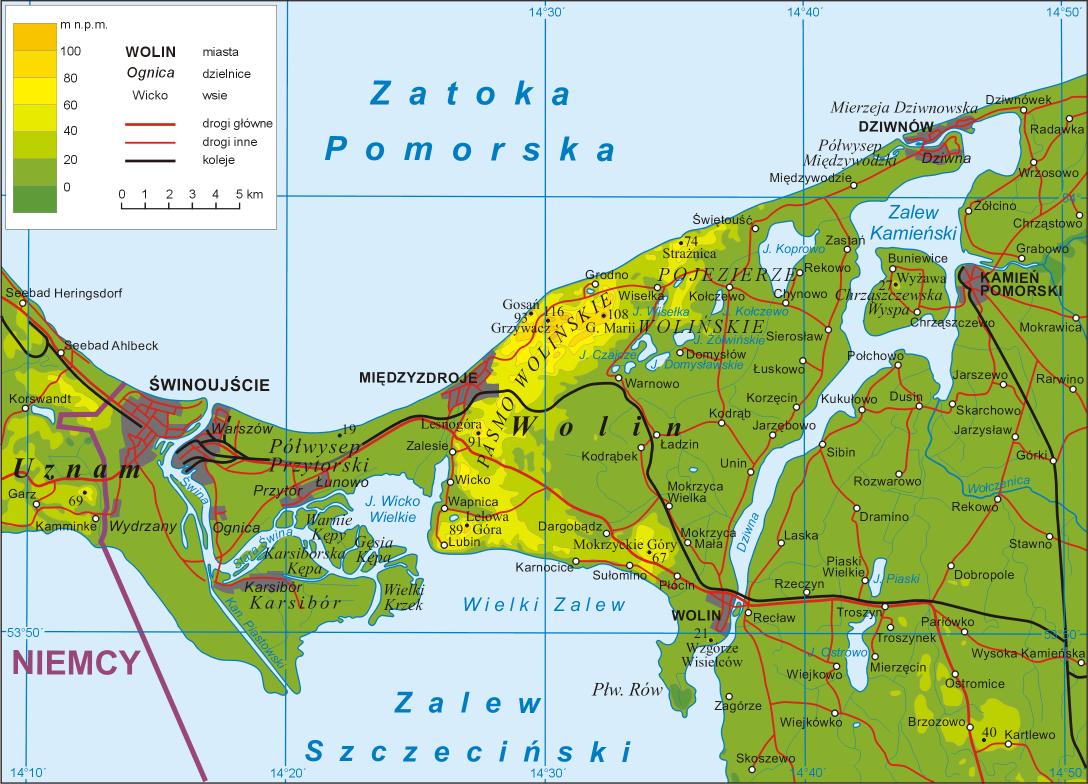
Warnie Kępy a nordeste da Ilha Karsibór

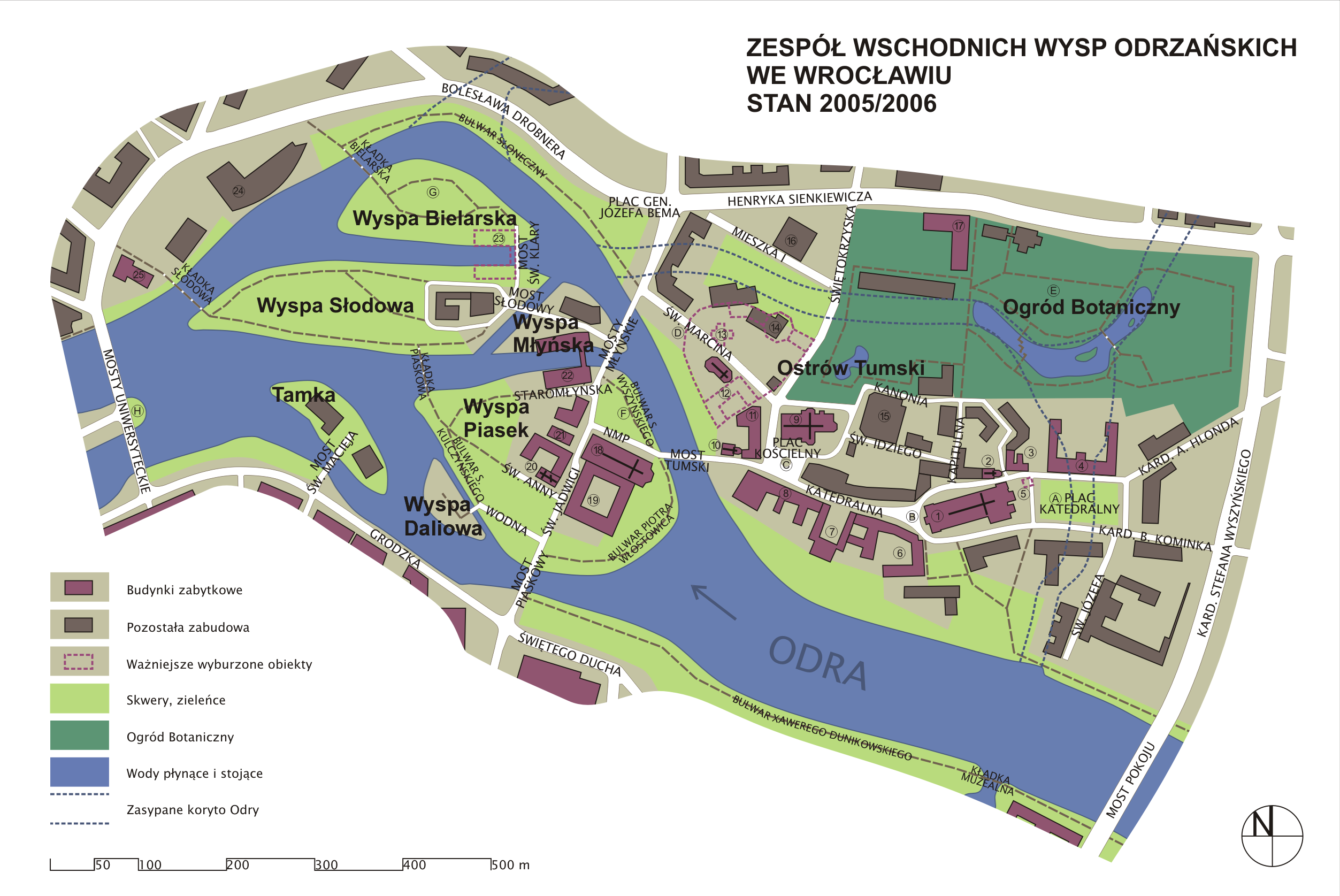
Ilhas de Breslávia

As seguintes ilhas polacas estão na Lagoa de Estetino:
- Chełminek,[2] 53° 40′ 28″ N, 14° 31′ 51″ L
- Chrząszczewska Island, 53° 58′ 00″ N, 14° 44′ 00″ L[1]
- Gęsia Kępa, 53° 51′ 39″ N, 14° 22′ 08″ L[4]
- Karsibór, 53° 50′ 46″ N, 14° 19′ 48″ L
- Koński Smug, 53° 53′ 00″ N, 14° 21′ 22″ L[4]
- Trzcinice
- Warnie Kępy, 53° 52′ 05″ N, 14° 21′ 45″ L
- Wielki Krzek, 53° 51′ 04″ N, 14° 24′ 09″ L
- Wiszowa Kępa, 53° 51′ 55″ N, 14° 24′ 03″ L[4]
- Wydrza Kępa, 53° 52′ 41″ N, 14° 20′ 32″ L[4]

## Outras ilhas do Oder
- Ilhas de Breslávia [5]
  - Tamka,

## Ilhas da Baía de Gdańsk e Lagoa do Vístula

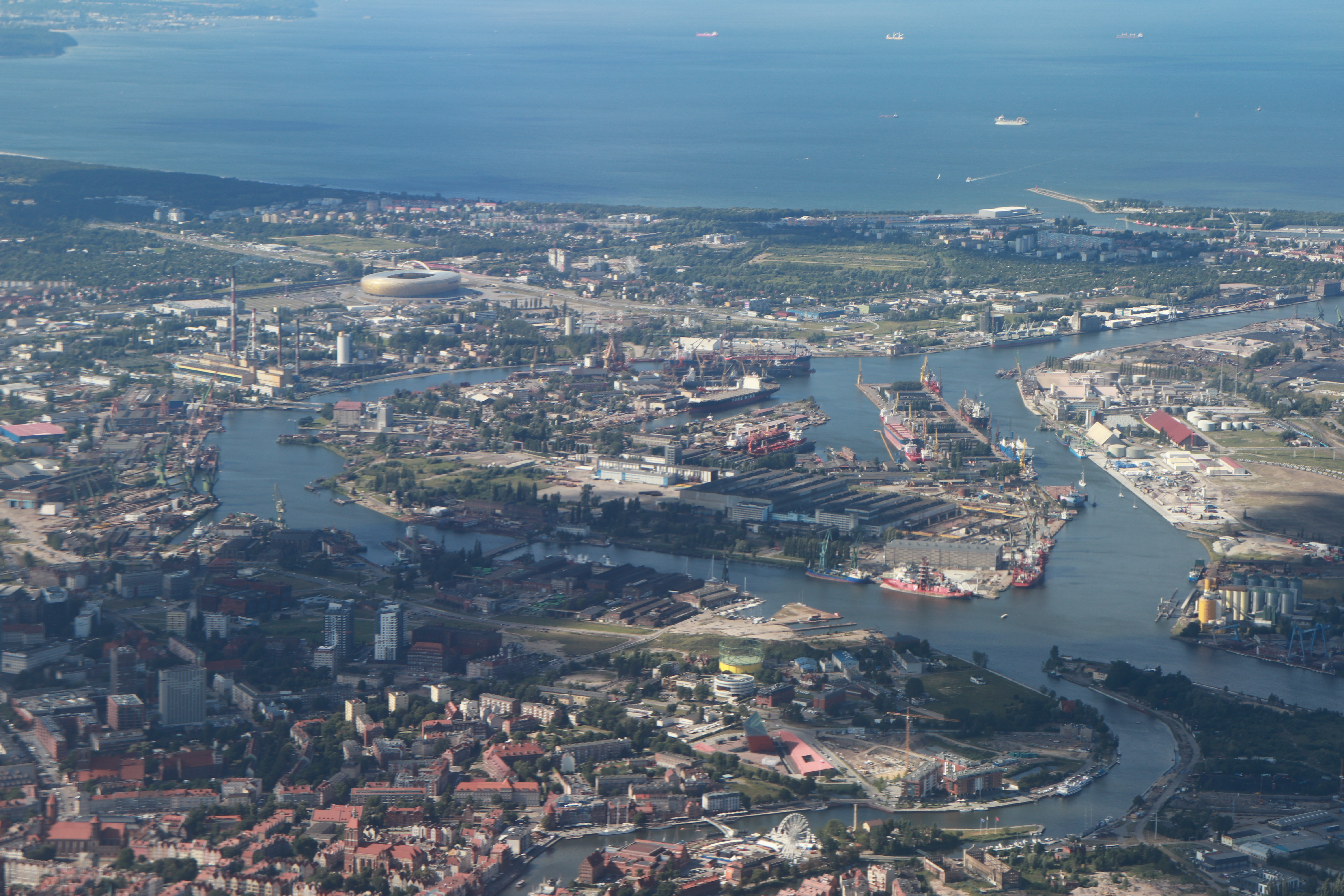
Vista aérea da Ilha Ostrów

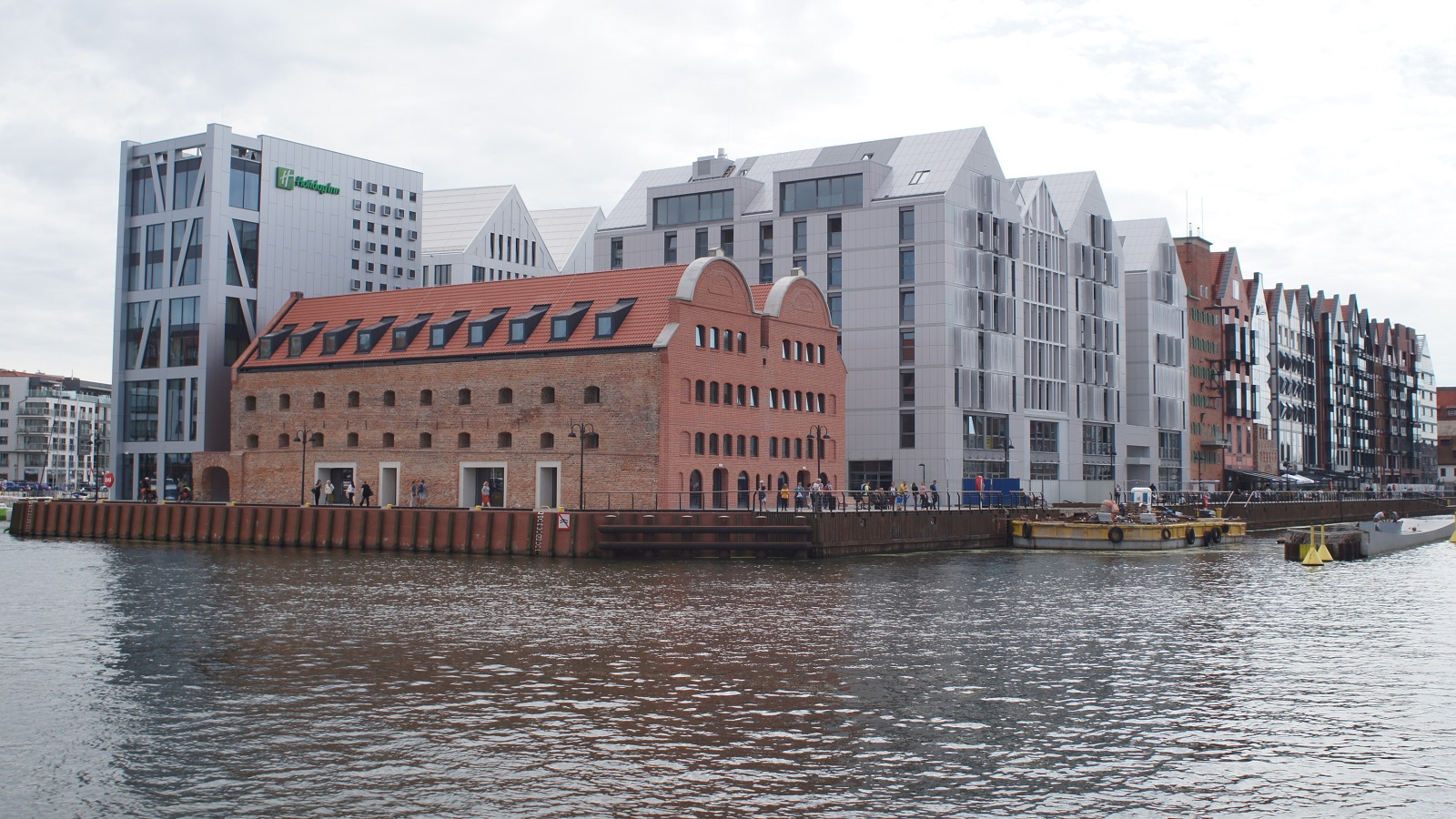
Ilha do Celeiro em Gdańsk

As seguintes ilhas polacas estão na Baía de Gdańsk e na Lagoa do Vístula :
- Ilha Estiana (ilha artificial na Lagoa do Vístula), aproximadamente

## Outro
- pl (uninhabited island on the Oder River in Szczecin), 53° 26′ 00″ N, 14° 34′ 00″ L
- pl, 53° 25′ 01″ N, 14° 35′ 56″ L
- Upałty, 54° 10′ 29″ N, 21° 40′ 20″ L[1]
- Wielka Żuława (on Lake Jeziorak), 53° 36′ 36″ N, 19° 33′ 00″ L